# کلینتون اسپارکس
کلینتون اسپارکس (انگلیسی: Clinton Sparks؛ زادهٔ ۱۸ سپتامبر ۱۹۷۵) دی‌جی، تهیه‌کننده موسیقی، و آهنگساز اهل ایالات متحده آمریکا است. وی از سال ۱۹۹۹ میلادی تاکنون مشغول فعالیت بوده‌است. در سال ۲۰۱۲ او نامزد دریافت جایزه گرمی برای تهیه آلبوم اینگونه زاده شده‌ام از لیدی گاگا شد.